# Atentat u Sarajevu
Atentat u Sarajevu (en serbocroat Atemptat a Sarajevo, comercialitzada en anglès com The Day That Shook the World) és una pel·lícula de coproducció txecoslovaca-iugoslava-alemanya de 1975 dirigida per Veljko Bulajić, protagonitzada per Christopher Plummer i Florinda Bolkan. La pel·lícula tracta l'assassinat de l'arxiduc Francesc Ferran i la seva dona Sofia Chotek von Chotkowa a Sarajevo el 1914 i les immediates conseqüències que van provocar l'esclat de la Primera Guerra Mundial.

## Sinopsi
El 1908, Bòsnia és annexionada a l'imperi d'Àustria-Hongria per l'emperador Francesc Josep, però la situació del país és “calenta”, i no pocs representen els somnis de la independència de l'imperi. Mentre s'organitza la resistència a Sèrbia, Francesc Josep, hostil a la Gran Duquessa Sofia, esposa de l'arxiduc Francesc Ferran, hereu del tron d'Àustria-Hongria, envia el seu nebot a Sarajevo per assistir a les grans maniobres de l'exèrcit programades per al 28 de juny de 1914. Després de diverses dificultats, alguns conspiradors arriben a Sarajevo, i durant el pas dels dignataris pels carrers de la capital sèrbia, el jove serbi bosnià Gavrilo Princip dispara contra el cotxe dels regents ferint-los mortalment.
La mort de Francesc Ferran va posar en marxa una cadena d'esdeveniments que van resultar en la Primera Guerra Mundial. L'assassinat va donar la raó als alemanys i als austríacs sobre la por que l'Imperi Rus fomentés activament el malestar als Balcans, ja que Sèrbia era un os de contenció a tota la regió.

## Repartiment
- Christopher Plummer - Francesc Ferran d'Àustria
- Florinda Bolkan - Sofia Chotek von Chotkowa
- Maximilian Schell - Đuro Šarac
- Irfan Mensur - Gavrilo Princip
- Radoš Bajić - Nedeljko Čabrinović
- Ivan Vyskočil - Mehmed Mehmedbašić
- Libuše Šafránková - Yelena
- Otomar Korbelář - Francesc Josep I d'Àustria
- Wilhelm Koch-Hooge - Franz Conrad von Hötzendorf
- Jiří Holý - Erich von Merizzi
- Nelly Gaierová - Comtessa Langus
- Jiří Kodet - Morsley

## Recepció
La pel·lícula es va estrenar als cinemes el 31 d'octubre de 1977 a Iugoslàvia i Txecoslovàquia. Les estrenes en anglès es van fer el gener del 1977 al Regne Unit i als Estats Units. American International Pictures va llançar la pel·lícula el 1977 amb doblatge anglès. A la dècada de 1990 la pel·lícula es va estrenar a VHS. Al novembre de 2014 es va publicar en DVD.
En el moment del seu llançament va rebre revisions mixtes. El crític del New York Times va descriure la pel·lícula com una "nota al peu de la història que rarament es mou".

## Premis
La pel·lícula va obtenir una menció especial del jurat al Festival Internacional de Cinema de Sant Sebastià 1976. També fou seleccionada per representar Iugoslàvia a l'Oscar a la millor pel·lícula de parla no anglesa als Premis Oscar de 1975, però finalment no fou nominada.